# 小叶矮探春
小叶矮探春（学名：Jasminum humile var. microphyllum）为木犀科素馨属甘肃矮探春的变种。分布于中国大陆的西藏、甘肃、云南、四川等地，生长于海拔1,600米至3,800米的地区，一般生于灌木丛中或山涧林中。

## 别名
小叶小黄素馨（植物分类学报） 小叶素馨（植物研究）